# ارالد لاکتی
ارالد لاکتی (انگلیسی: Erald Lakti؛ زادهٔ ۶ ژانویهٔ ۲۰۰۰) بازیکن فوتبال است.
از باشگاه‌هایی که در آن بازی کرده‌است می‌توان به باشگاه فوتبال فیورنتینا اشاره کرد.
وی همچنین در تیم‌های ملی فوتبال Albania national under-17 football team, Albania national under-19 football team, Albania national under-20 football team، و زیر ۲۱ سال آلبانی بازی کرده‌است.